# 柏林鎮區 (北達科他州卡斯縣)
柏林鎮區（英語：Berlin Township）是位於美國北達科他州卡斯縣的一個鎮區。

## 地方資料
柏林鎮區的面積為88.56平方千米，皆為陸地。根據2020年美國人口普查的數據，當地共有人口118人，而人口密度為每平方千米1.33人。